# Phase finale de la Coupe de la confédération 2024-2025
Pour un article plus général, voir Coupe de la confédération 2024-2025.
La phase finale de l'édition 2024-2025 de la Coupe de la confédération commence le 3 avril 2025 avec la phase aller des quarts de finale et se termine le 25 mai 2025 afin de décider du vainqueur de la compétition.

## Calendrier
Le tirage au sort des quarts de finale a eu lieu le 20 février 2025, à 17h00 AST (UTC+3) au siège de BeIn Sports à Doha, au Qatar.
| Phase            | Tirage au sort  | Date aller    | Date retour   | Équipes participantes |
| ---------------- | --------------- | ------------- | ------------- | --------------------- |
| Quarts de finale | 20 février 2025 | 3 avril 2025  | 10 avril 2025 | 8                     |
| Demi-finales     | 20 février 2025 | 20 avril 2025 | 27 avril 2025 | 4                     |
| Finale           | 20 février 2025 | 17 mai 2025   | 25 mai 2025   | 2                     |

## Format
Chaque match nul de la phase à élimination directe se jouera sur deux matches, chaque équipe jouant un match à domicile. L'équipe qui marquera le plus de buts au total sur les deux matches passera au tour suivant. Si le score global est égal, la règle des buts à l'extérieur sera appliquée, c'est-à-dire que l'équipe qui marquera le plus de buts à l'extérieur au cours des deux matches avancera. Si les buts à l'extérieur sont également égaux, alors la prolongation ne sera pas jouée et les vainqueurs seront départagés par des tirs au but (Règlements III. 26 et 27).
Le mécanisme des tirages pour chaque tour était le suivant :
- Lors du tirage au sort des quarts de finale, les quatre vainqueurs de groupe étaient têtes de série et les quatre finalistes de groupe n'étaient pas classés. Les équipes classées ont été tirées au sort contre les équipes non classées, les équipes classées accueillant le match retour. Les équipes d'un même groupe ne pouvaient pas être tirées les unes contre les autres, tandis que les équipes d'une même association pouvaient être tirées les unes contre les autres.

- Lors du tirage au sort des demi-finales, il n'y avait pas de classement et les équipes d'un même groupe ou d'une même association pouvaient être tirées au sort les unes contre les autres. Les tirages au sort des quarts de finale et des demi-finales ayant eu lieu ensemble avant les quarts de finale, l'identité des vainqueurs des quarts de finale n'était pas connue au moment du tirage au sort des demi-finales.

## Phase à élimination directe

### Qualification et tirage au sort
| Groupe | 1er du groupe - Tête de série | 2e du groupe - Non-tête de série |
| ------ | ----------------------------- | -------------------------------- |
| A      | Simba SC                      | CS Constantine                   |
| B      | RS Berkane                    | Stellenbosch FC                  |
| C      | USM Alger                     | ASEC Mimosas                     |
| D      | Zamalek SC                    | Al-Masry SC                      |

## Quarts de finale
| Équipe          | Aller | Total             | Retour | Équipe     |
| --------------- | ----- | ----------------- | ------ | ---------- |
| ASEC Mimosas    | 0 - 1 | 0 - 2             | 0 - 1  | RS Berkane |
| CS Constantine  | 1 - 1 | 2 - 2 (4 - 3 tab) | 1 - 1  | USM Alger  |
| Al-Masry SC     | 2 - 0 | 2 - 2 (1 - 4 tab) | 0 - 2  | Simba SC   |
| Stellenbosch FC | 0 - 0 | 1 - 0             | 1 - 0  | Zamalek SC |

| Match aller              | ASEC Mimosas | 0 - 1   | RS Berkane | Stade Félix-Houphouët-Boigny, Abidjan |                                       |
| 2 avril 2025 16:00 UTC+0 |              | (0 - 0) | 75e Riahi  | Arbitrage : Pacifique Ndabihawenimana | Arbitrage : Pacifique Ndabihawenimana |
| 2 avril 2025 16:00 UTC+0 | Rapport      |         |            | Arbitrage : Pacifique Ndabihawenimana | Arbitrage : Pacifique Ndabihawenimana |

| Match retour             | RS Berkane              | 1 - 0   | ASEC Mimosas | Stade municipal de Berkane, Berkane |                          |
| 9 avril 2025 20:00 UTC+1 | ( Bassène) Lamlioui 76e | (0 - 0) |              | Arbitrage : Abongile Tom            | Arbitrage : Abongile Tom |
| 9 avril 2025 20:00 UTC+1 | Rapport                 |         |              | Arbitrage : Abongile Tom            | Arbitrage : Abongile Tom |

| Match aller              | CS Constantine | 1 - 1   | USM Alger   | Stade Chahid-Hamlaoui, Constantine |                          |
| 2 avril 2025 17:00 UTC+1 | Temine 29e     | (1 - 0) | 73e Mondeko | Arbitrage : Dahane Beida           | Arbitrage : Dahane Beida |
| 2 avril 2025 17:00 UTC+1 | Rapport        |         |             | Arbitrage : Dahane Beida           | Arbitrage : Dahane Beida |

| Match retour             | USM Alger                                      | 1 - 1             | CS Constantine                               | Stade du 5-Juillet-1962, Alger |                       |
| 9 avril 2025 20:00 UTC+1 | Alilet 25e (pen.)                              | (1 - 0)           | 56e Belhocini (Dib )                         | Arbitrage : Amin Omar          | Arbitrage : Amin Omar |
| 9 avril 2025 20:00 UTC+1 | Rapport                                        |                   |                                              | Arbitrage : Amin Omar          | Arbitrage : Amin Omar |
| 9 avril 2025 20:00 UTC+1 | Alilet · Mondeko · Mahrouz · Terrazas · Ghacha | Tirs au but 3 - 4 | Dib · Boudrama · Merbah · Temine · Bouguerra | Arbitrage : Amin Omar          | Arbitrage : Amin Omar |

| Match aller              | Al-Masry SC                           | 2 - 0   | Simba SC | Stade de Suez, Suez       |                           |
| 2 avril 2025 18:00 UTC+2 | ( El Gohary) Deghmoum 16e · Ebuka 89e | (1 - 0) |          | Arbitrage : Boubou Traoré | Arbitrage : Boubou Traoré |
| 2 avril 2025 18:00 UTC+2 | Rapport                               |         |          | Arbitrage : Boubou Traoré | Arbitrage : Boubou Traoré |

| Match retour             | Simba SC                                       | 2 - 0             | Al-Masry SC                  | Stade Benjamin Mkapa, Dar es Salam     |                                        |
| 9 avril 2025 16:00 UTC+3 | ( Kapombé) Mpanzu 22e · ( Hussein) Mukwala 32e | (2 - 0)           |                              | Arbitrage : Djindo Louis Houngnandande | Arbitrage : Djindo Louis Houngnandande |
| 9 avril 2025 16:00 UTC+3 | Rapport                                        |                   |                              | Arbitrage : Djindo Louis Houngnandande | Arbitrage : Djindo Louis Houngnandande |
| 9 avril 2025 16:00 UTC+3 | Ahoua · Mukwala · Denis · Kapombé              | Tirs au but 4 - 1 | Gaber · Ben Youssef · Hamada | Arbitrage : Djindo Louis Houngnandande | Arbitrage : Djindo Louis Houngnandande |

| Match aller              | Stellenbosch FC | 0 - 0   | Zamalek SC | Cape Town Stadium, Le Cap  |                            |
| 2 avril 2025 15:00 UTC+2 |                 | (0 - 0) |            | Arbitrage : Tanguy Mebiame | Arbitrage : Tanguy Mebiame |
| 2 avril 2025 15:00 UTC+2 | Rapport         |         |            | Arbitrage : Tanguy Mebiame | Arbitrage : Tanguy Mebiame |

| Match retour             | Zamalek SC | 0 - 1   | Stellenbosch FC  | Stade international du Caire, Le Caire |                                   |
| 9 avril 2025 18:00 UTC+2 |            | (0 - 0) | 79e Nduli (Nku ) | Arbitrage : Bamlak Tessema Weyesa      | Arbitrage : Bamlak Tessema Weyesa |
| 9 avril 2025 18:00 UTC+2 | Rapport    |         |                  | Arbitrage : Bamlak Tessema Weyesa      | Arbitrage : Bamlak Tessema Weyesa |

## Demi-finales
| Équipe     | Aller | Total | Retour | Équipe          |
| ---------- | ----- | ----- | ------ | --------------- |
| RS Berkane | 4 - 0 | 4 - 1 | 0 - 1  | CS Constantine  |
| Simba SC   | 1 - 0 | 1 - 0 | 0 - 0  | Stellenbosch FC |

| Match aller               | RS Berkane                                                                                          | 4 - 0   | CS Constantine | Stade municipal de Berkane, Berkane |                           |
| 20 avril 2025 20:00 UTC+1 | ( Lamlioui) Mehri 1re · ( Khairi) Bassène 21e · ( Manaout) Lamlioui 54e · ( Manaout) Lamlioui 90+2e | (2 - 0) |                | Arbitrage : Ibrahim Mutaz           | Arbitrage : Ibrahim Mutaz |
| 20 avril 2025 20:00 UTC+1 | Rapport                                                                                             |         |                | Arbitrage : Ibrahim Mutaz           | Arbitrage : Ibrahim Mutaz |

| Match retour              | CS Constantine       | 1 - 0   | RS Berkane | Stade Chahid-Hamlaoui, Constantine |                            |
| 27 avril 2025 17:00 UTC+1 | ( Dib) Belhocini 47e | (0 - 0) |            | Arbitrage : Mahmood Ismail         | Arbitrage : Mahmood Ismail |
| 27 avril 2025 17:00 UTC+1 | Rapport              |         |            | Arbitrage : Mahmood Ismail         | Arbitrage : Mahmood Ismail |

| Match aller               | Simba SC    | 1 - 0   | Stellenbosch FC | Amaan Stadium, Zanzibar ville (Zanzibar) |                                       |
| 20 avril 2025 16:00 UTC+3 | Ahoua 45+2e | (1 - 0) |                 | Arbitrage : Jean-Jacques Ndala Ngambo    | Arbitrage : Jean-Jacques Ndala Ngambo |
| 20 avril 2025 16:00 UTC+3 | Rapport     |         |                 | Arbitrage : Jean-Jacques Ndala Ngambo    | Arbitrage : Jean-Jacques Ndala Ngambo |

| Match retour              | Stellenbosch FC | 0 - 0   | Simba SC | Stade Moses-Mabhida, Durban |                             |
| 27 avril 2025 15:00 UTC+2 |                 | (0 - 0) |          | Arbitrage : Mohamed Maarouf | Arbitrage : Mohamed Maarouf |
| 27 avril 2025 15:00 UTC+2 | Rapport         |         |          | Arbitrage : Mohamed Maarouf | Arbitrage : Mohamed Maarouf |

## Finale
| Équipe     | Aller | Total | Retour | Équipe   |
| ---------- | ----- | ----- | ------ | -------- |
| RS Berkane | 2 - 0 | 3 - 1 | 1 - 1  | Simba SC |

### Match aller
| RS Berkane ·    |                             |  |
| Titulaires :    |                             |  |
|                 |                             |  |
| 01              | Munir El Kajoui             |  |
| 04              | Issoufou Dayo               |  |
| 19              | Hamza El Moussaoui          |  |
| 08              | Ayoub Khairi 74e            |  |
| 13              | Adil Tahif                  |  |
| 15              | Abdelhak Assal              |  |
| 18              | Imad Riahi 74e              |  |
| 06              | Mamadou Lamine Camara       |  |
| 17              | Yassine Labhiri 90+6e       |  |
| 09              | Oussama Lamlioui 90+6e      |  |
| 21              | Youssef Mehri               |  |
|                 |                             |  |
| Remplaçants :   |                             |  |
| 11              | Youssef Zghoudi 74e         |  |
| 10              | Mohamed El Mourabit 74e 87e |  |
| 07              | Mateus Santos 87e           |  |
| 35              | Reda Hajji 90+6e            |  |
| 39              | Baba Bello Ilou 90+6e       |  |
| 22              | Mehdi Maftah                |  |
| 03              | Mohamed Ayman Sadil         |  |
| 02              | Amine El Maswab             |  |
| 05              | Soumaila Sidibé             |  |
|                 |                             |  |
| Entraîneur :    |                             |  |
| Mouine Chaabani |                             |  |

| Simba SC ·    |                          |  |
| Titulaires :  |                          |  |
|               |                          |  |
| 40            | Moussa Camara            |  |
| 12            | Shomari Kapombé          |  |
| 15            | Mohamed Husseini         |  |
| 14            | Abdulrazack Hamza 23e    |  |
| 02            | Chamou Karaboue          |  |
| 06            | Fabrice Ngoma            |  |
| 21            | Yusuph Kagoma            |  |
| 10            | Jean Charles Ahoua 90+5e |  |
| 38            | Kibu Denis 46e           |  |
| 13            | Lionel Ateba             |  |
| 34            | Elie Mpanzu 80e          |  |
|               |                          |  |
| Remplaçants : |                          |  |
| 20            | Che Malone Jr 23e        |  |
| 29            | Valentin Nouma 46e       |  |
| 26            | Joshua Mutale 80e        |  |
| 17            | Débora Fernandes 90+5e   |  |
| 11            | Steven Mukwala           |  |
| 03            | David Kameta             |  |
| 23            | Awesu Ally Awesu         |  |
| 01            | Ally Salim Juma          |  |
| 25            | Augustine Okejepha       |  |
|               |                          |  |
| Entraîneur :  |                          |  |
| Fadlu Davids  |                          |  |

| RS Berkane ·    |                             |  |
| Titulaires :    |                             |  |
|                 |                             |  |
| 01              | Munir El Kajoui             |  |
| 04              | Issoufou Dayo               |  |
| 19              | Hamza El Moussaoui          |  |
| 08              | Ayoub Khairi 74e            |  |
| 13              | Adil Tahif                  |  |
| 15              | Abdelhak Assal              |  |
| 18              | Imad Riahi 74e              |  |
| 06              | Mamadou Lamine Camara       |  |
| 17              | Yassine Labhiri 90+6e       |  |
| 09              | Oussama Lamlioui 90+6e      |  |
| 21              | Youssef Mehri               |  |
|                 |                             |  |
| Remplaçants :   |                             |  |
| 11              | Youssef Zghoudi 74e         |  |
| 10              | Mohamed El Mourabit 74e 87e |  |
| 07              | Mateus Santos 87e           |  |
| 35              | Reda Hajji 90+6e            |  |
| 39              | Baba Bello Ilou 90+6e       |  |
| 22              | Mehdi Maftah                |  |
| 03              | Mohamed Ayman Sadil         |  |
| 02              | Amine El Maswab             |  |
| 05              | Soumaila Sidibé             |  |
|                 |                             |  |
| Entraîneur :    |                             |  |
| Mouine Chaabani |                             |  |

| Simba SC ·    |                          |  |
| Titulaires :  |                          |  |
|               |                          |  |
| 40            | Moussa Camara            |  |
| 12            | Shomari Kapombé          |  |
| 15            | Mohamed Husseini         |  |
| 14            | Abdulrazack Hamza 23e    |  |
| 02            | Chamou Karaboue          |  |
| 06            | Fabrice Ngoma            |  |
| 21            | Yusuph Kagoma            |  |
| 10            | Jean Charles Ahoua 90+5e |  |
| 38            | Kibu Denis 46e           |  |
| 13            | Lionel Ateba             |  |
| 34            | Elie Mpanzu 80e          |  |
|               |                          |  |
| Remplaçants : |                          |  |
| 20            | Che Malone Jr 23e        |  |
| 29            | Valentin Nouma 46e       |  |
| 26            | Joshua Mutale 80e        |  |
| 17            | Débora Fernandes 90+5e   |  |
| 11            | Steven Mukwala           |  |
| 03            | David Kameta             |  |
| 23            | Awesu Ally Awesu         |  |
| 01            | Ally Salim Juma          |  |
| 25            | Augustine Okejepha       |  |
|               |                          |  |
| Entraîneur :  |                          |  |
| Fadlu Davids  |                          |  |

### Match retour
| Simba SC ·    |                      |  |
| Titulaires :  |                      |  |
|               |                      |  |
| 40            | Moussa Camara        |  |
| 12            | Shomari Kapombé      |  |
| 15            | Mohamed Husseini 84e |  |
| 20            | Che Malone Jr 84e    |  |
| 02            | Chamou Karaboue      |  |
| 06            | Fabrice Ngoma        |  |
| 21            | Yusuph Kagoma        |  |
| 10            | Jean Charles Ahoua   |  |
| 11            | Steven Mukwala       |  |
| 26            | Joshua Mutale 71e    |  |
| 34            | Elie Mpanzu          |  |
|               |                      |  |
| Remplaçants : |                      |  |
| 38            | Kibu Denis 71e       |  |
| 13            | Lionel Ateba 84e     |  |
| 29            | Valentin Nouma 84e   |  |
| 36            | Ladaki Juma          |  |
| 17            | Débora Fernandes     |  |
| 01            | Ally Salim Juma      |  |
| 23            | Awesu Ally Awesu     |  |
| 25            | Augustine Okejepha   |  |
| 03            | David Kameta         |  |
|               |                      |  |
| Entraîneur :  |                      |  |
| Fadlu Davids  |                      |  |

| RS Berkane ·    |                           |  |
| Titulaires :    |                           |  |
|                 |                           |  |
| 01              | Munir El Kajoui           |  |
| 04              | Issoufou Dayo             |  |
| 19              | Hamza El Moussaoui        |  |
| 08              | Ayoub Khairi 68e          |  |
| 13              | Adil Tahif                |  |
| 15              | Abdelhak Assal            |  |
| 18              | Imad Riahi 59e            |  |
| 06              | Mamadou Lamine Camara 78e |  |
| 17              | Yassine Labhiri           |  |
| 09              | Oussama Lamlioui 78e      |  |
| 21              | Youssef Mehri             |  |
|                 |                           |  |
| Remplaçants :   |                           |  |
| 30              | Paul Bassène 59e          |  |
| 10              | Mohamed El Mourabit 68e   |  |
| 11              | Youssef Zghoudi 78e       |  |
| 05              | Soumaila Sidibé 78e       |  |
| 22              | Mehdi Maftah              |  |
| 35              | Reda Hajji                |  |
| 07              | Mateus Santos             |  |
| 03              | Mohamed Ayman Sadil       |  |
| 02              | Amine El Maswab           |  |
|                 |                           |  |
| Entraîneur :    |                           |  |
| Mouine Chaabani |                           |  |

| Simba SC ·    |                      |  |
| Titulaires :  |                      |  |
|               |                      |  |
| 40            | Moussa Camara        |  |
| 12            | Shomari Kapombé      |  |
| 15            | Mohamed Husseini 84e |  |
| 20            | Che Malone Jr 84e    |  |
| 02            | Chamou Karaboue      |  |
| 06            | Fabrice Ngoma        |  |
| 21            | Yusuph Kagoma        |  |
| 10            | Jean Charles Ahoua   |  |
| 11            | Steven Mukwala       |  |
| 26            | Joshua Mutale 71e    |  |
| 34            | Elie Mpanzu          |  |
|               |                      |  |
| Remplaçants : |                      |  |
| 38            | Kibu Denis 71e       |  |
| 13            | Lionel Ateba 84e     |  |
| 29            | Valentin Nouma 84e   |  |
| 36            | Ladaki Juma          |  |
| 17            | Débora Fernandes     |  |
| 01            | Ally Salim Juma      |  |
| 23            | Awesu Ally Awesu     |  |
| 25            | Augustine Okejepha   |  |
| 03            | David Kameta         |  |
|               |                      |  |
| Entraîneur :  |                      |  |
| Fadlu Davids  |                      |  |

| RS Berkane ·    |                           |  |
| Titulaires :    |                           |  |
|                 |                           |  |
| 01              | Munir El Kajoui           |  |
| 04              | Issoufou Dayo             |  |
| 19              | Hamza El Moussaoui        |  |
| 08              | Ayoub Khairi 68e          |  |
| 13              | Adil Tahif                |  |
| 15              | Abdelhak Assal            |  |
| 18              | Imad Riahi 59e            |  |
| 06              | Mamadou Lamine Camara 78e |  |
| 17              | Yassine Labhiri           |  |
| 09              | Oussama Lamlioui 78e      |  |
| 21              | Youssef Mehri             |  |
|                 |                           |  |
| Remplaçants :   |                           |  |
| 30              | Paul Bassène 59e          |  |
| 10              | Mohamed El Mourabit 68e   |  |
| 11              | Youssef Zghoudi 78e       |  |
| 05              | Soumaila Sidibé 78e       |  |
| 22              | Mehdi Maftah              |  |
| 35              | Reda Hajji                |  |
| 07              | Mateus Santos             |  |
| 03              | Mohamed Ayman Sadil       |  |
| 02              | Amine El Maswab           |  |
|                 |                           |  |
| Entraîneur :    |                           |  |
| Mouine Chaabani |                           |  |

## Tableau final
|  | Quarts de finale | Quarts de finale | Quarts de finale | Quarts de finale |            |            | Demi-finales | Demi-finales | Demi-finales | Demi-finales |  |  | Finale | Finale | Finale | Finale |
|  |                  |                  |                  |                  |            |            |              |              |              |              |  |  |        |        |        |        |
|  |                  |                  |                  |                  |            |            |              |              |              |              |  |  |        |        |        |        |
|  |                  |                  |                  |                  |            |            |              |              |              |              |  |  |        |        |        |        |
|  | ASEC Mimosas     | ASEC Mimosas     | 0                | 0                |            |            |              |              |              |              |  |  |        |        |        |        |
|  | ASEC Mimosas     | ASEC Mimosas     | 0                | 0                |            |            |              |              |              |              |  |  |        |        |        |        |
|  | RS Berkane       | RS Berkane       | 1                | 1                |            |            |              |              |              |              |  |  |        |        |        |        |
|  | RS Berkane       | RS Berkane       | 1                | 1                | RS Berkane | RS Berkane | 4            | 0            |              |              |  |  |        |        |        |        |
|  |                  |                  |                  |                  | RS Berkane | RS Berkane | 4            | 0            |              |              |  |  |        |        |        |        |
|  |                  |                  | CS Constantine   | CS Constantine   | 0          | 1          |              |              |              |              |  |  |        |        |        |        |
|  | CS Constantine   | CS Constantine   | CS Constantine   | CS Constantine   | 0          | 1          | 1            | 1 (4)        |              |              |  |  |        |        |        |        |
|  | CS Constantine   | CS Constantine   |                  |                  |            |            |              | 1 (4)        |              |              |  |  |        |        |        |        |
|  | USM Alger        | USM Alger        | 1                | 1 (3) tab        |            |            |              |              |              |              |  |  |        |        |        |        |
|  | USM Alger        | USM Alger        | 1                | 1 (3) tab        | RS Berkane | RS Berkane | 2            | 1            |              |              |  |  |        |        |        |        |
|  |                  |                  |                  |                  | RS Berkane | RS Berkane | 2            | 1            |              |              |  |  |        |        |        |        |
|  |                  |                  | Simba SC         | Simba SC         | 0          | 1          |              |              |              |              |  |  |        |        |        |        |
|  | Al-Masry SC      | Al-Masry SC      | Simba SC         | Simba SC         | 0          | 1          | 2            | 0 (1)        |              |              |  |  |        |        |        |        |
|  | Al-Masry SC      | Al-Masry SC      |                  |                  |            |            |              |              |              |              |  |  |        |        |        |        |
|  | Simba SC         | Simba SC         | 0                | 2 (4) tab        |            |            |              |              |              |              |  |  |        |        |        |        |
|  | Simba SC         | Simba SC         | 0                | 2 (4) tab        | Simba SC   | Simba SC   | 1            | 0            |              |              |  |  |        |        |        |        |
|  |                  |                  |                  |                  | Simba SC   | Simba SC   | 1            | 0            |              |              |  |  |        |        |        |        |
|  |                  |                  | Stellenbosch FC  | Stellenbosch FC  | 0          | 0          |              |              |              |              |  |  |        |        |        |        |
|  | Stellenbosch FC  | Stellenbosch FC  | Stellenbosch FC  | Stellenbosch FC  | 0          | 0          | 0            | 1            |              |              |  |  |        |        |        |        |
|  | Stellenbosch FC  | Stellenbosch FC  |                  |                  |            |            |              | 1            |              |              |  |  |        |        |        |        |
|  | Zamalek SC       | Zamalek SC       | 0                | 0                |            |            |              |              |              |              |  |  |        |        |        |        |
|  | Zamalek SC       | Zamalek SC       | 0                | 0                |            |            |              |              |              |              |  |  |        |        |        |        |
|  |                  |                  |                  |                  |            |            |              |              |              |              |  |  |        |        |        |        |